# 小行星8042
小行星8042（英語：8042）是一颗围绕太阳公转的小行星。1994年1月12日，上田清二、金田宏在钏路市发现了此天体。
这颗小行星的绝对星等为261.23352等。